# Superliga 2006/07 (Europa)
Die Superliga 2006/07 war die 14. Saison der Superliga im Tischtennis. Sie dauerte von August 2006 bis März 2007.
Bei den Herren starteten 16 Teams, vier aus Tschechien, je drei aus Österreich und der Slowakei, je zwei aus Ungarn, Kroatien und Slowenien. Vier Vierergruppen spielten in einer Hin- und Rückrunde eine Reihenfolge aus. Die Ersten und Zweiten Teams aus diesen Gruppen kämpften dann in einem Play-off-System um die Plätze eins bis acht. Die restlichen Mannschaften spielten im Play-off-Verfahren die Plätze 9 bis 16 aus.
Bei den Damen waren elf Teams gemeldet, drei aus Österreich, je zwei aus Ungarn, Kroatien und der Slowakei sowie je eine aus Tschechien und Slowenien. In zwei Vierer- und einer Dreier-Gruppe wurde im Modus Jeder gegen Jeden eine Hin- und eine Rückrunde ausgetragen. Danach spielten die Ersten und Zweiten dieser Gruppen um die Plätze 1 bis 6, der Rest um die Plätze 7 bis 11.
Jede Mannschaft stellte zwei Doppelpaarungen und vier Einzelspieler. Es waren zwei Doppel und acht Einzel vorgesehen, welche nach dem Bundessystem ausgetragen wurden. In den Gruppenspielen wurde der Wettkampf abgebrochen, wenn eine Mannschaft sechs Punkte erreicht hatte. In den Play-offs wurden alle möglichen Spiele ausgetragen, d. h., es waren Ergebnisse wie 6:4, 8:2, 10:0 möglich.
| Platz | Team                   | Nation | Aktive                                                                         |
| ----- | ---------------------- | ------ | ------------------------------------------------------------------------------ |
| 1     | SVS Niederösterreich   | AUT    | Werner Schlager, Chen Weixing, Kostadin Lengerov, Daniel Habesohn              |
| 2     | SK AVEX Zlín           | CZ     | Radek Kostal, Marek Cihak, Janasek, Richard Feber                              |
| 3     | El Nino Praha/1        | CZ     | Dmitrij Prokopcov, Tomas Konecny, Josef Simoncik, Bohumil Vozicky, Jan Urbanek |
| 4     | Celldömölk Varosi      | HUN    | Zoltan Varga, Adam Lindner, Krisztian Molnar                                   |
| 5     | El Nino Praha/2        | CZ     | Petr David, Lubomír Jančařík, Petr Kaucky                                      |
| 6     | Vecernji List Zagreb   | CRO    | Roko Tosic, Dragutin Surbek jr., Tomislav Zubcic, Tomislav Kolarek             |
| 7     | ZNTK Maribor Finea     | SLO    | Erik Illas, Gregor Komac, Gregor Zafostnik                                     |
| 8     | STK Banik Havířov      | CZ     | Radek Mrkvicka, Martin Palcek, Jaromir Zlamal, Jakub Crha, Andrei Grossu       |
| 9     | Kecskemét              | HUN    | Marton Marsi, Laszlo Magyar, Viktor Vajda                                      |
| 10    | Turnerschaft Innsbruck | AUT    | Krisztian Gardos, Christoph Maier, Martin Storf                                |
| 11    | SKST Bratislava        | SK     | Michal Balaz, Michal Bardon, Kristian Kobes, Miroslav Zajic                    |
| 12    | UTTC Langenlois        | AUT    | Michael Pichler, Balasz Palosi, Valentin Bazenov                               |
| 13    | NTK Kema Puconci       | SLO    | Zvonko Plohl, Mitja Horvat, Bojan Roposa, Mirko Unger                          |
| 14    | SK UFK Nitra           | SK     | Peter Benc, Marian Istokovic, Dalibor Jahoda                                   |
| 15    | SK HCH Čadca           | SK     | Miroslav Horejsi, Pavel Petras, Peter Krkoska                                  |
| 16    | STK Pula               | CRO    | Lin Tao, Borna Kovac, Ivan Slavic                                              |

| Platz | Team                    | Nation | Aktive                                                                    |
| ----- | ----------------------- | ------ | ------------------------------------------------------------------------- |
| 1     | Linz AG Froschberg      | AUT    | Li Qiangbing, Iveta Vacenovská, Veronika Heine, Liu Jia                   |
| 2     | Postas Budapest         | HUN    | Petra Lovas, Vivien Ellö, Rita Kertai, Zhang Ying, Jie Schöpp             |
| 3     | Szekszárd AC            | HUN    | Zita Molnar, Li Meng Jiao, Krisztina Szvitan, Timea Varga                 |
| 4     | STK Aquaestil Duga Resa | CRO    | Han Xue, Cheng Yin Bo, Ivana Malobabic, Mirala Burak                      |
| 5     | HASTK Mladost Zagreb    | CRO    | Andrea Bakula, Suncica Vugrinec, Helena Halas, Tian Yuan                  |
| 6     | Slovan Břeclav Gumotex  | CZ     | Ivana Weberova, Zuzana Poliačková, Olesja Stachova                        |
| 7     | LZ Linz-Froschberg      | AUT    | Yuan Lin, Carina Jonsson, Alena Kmotorkova, Martina Petzner               |
| 8     | NTK Vrtojba             | SLO    | Yang Ting, Petra Skabar, Janja Milost                                     |
| 9     | SKST Topvar Topolcany   | SK     | Barbora Balážová, Simona Lazarcikova, Alena Kudelova                      |
| 10    | TTC Villach             | AUT    | Renata Budayova, Iveta Klacanska, Julia Fleischerova                      |
| 11    | SKST Topolcany          | SK     | Nina Belianska, Veronika Hippikova, Martina Adamekova, Benedikta Buturova |

- AUT = Österreich
- CRO = Kroatien
- CZ = Tschechien
- HUN = Ungarn
- SK = Slowakei
- SLO = Slowenien